# Svärdsorden
Svärdsorden (SO), officiellt Kungliga Svärdsorden, är en svensk kunglig orden, instiftad 23 februari 1748 av Fredrik I, som utmärkelse för officerare i krigsmakten. Svärdsorden har alltsedan ordensreformen 1975 varit vilande men i maj 2018 meddelade sex ledamöter i Konstitutionsutskottet att ordensväsendet ska ses över och att svenska medborgare återigen ska kunna förlänas svenska ordnar och att tilldelningar av utmärkelser inom Svärdsorden ska återupptas. Detta kom till uttryck i Konstitutionsutskottets betänkande, 2021/22:KU39 som publicerades den 9 juni 2022. Den 15 juni 2022 fattade riksdagen beslut om att förlänandet av Svärdsorden till såväl svenska som utländska medborgare återinförs från och med den 1 februari 2023.
Till orden hör Svärdstecknet, ett förtjänsttecken som delades ut till underofficerare, samt Svärdsmedaljen, som delades ut till underbefäl.

## Historia
Orden instiftades tillsammans med Serafimerorden och Nordstjärneorden den 23 februari 1748. Svärdsorden instiftades efter mönster av den franska Sankt Ludvigsorden. Svärdsorden tilldelades officerare "för tapperhet och framstående förtjänster i krigstid samt för gagnande och långvarig verksamhet". Ordens latinska devis Pro Patria betyder För Fäderneslandet.
Svärdsorden hade ursprungligen endast två grader: kommendör och riddare. I samband med Gustaf III:s kröning 1772 tillkom graden kommendör med stora korset. År 1873 delades kommendörsgraden i en I:a och II:a klass. Den senare var då avsedd endast för utländska medborgare, men från 1889 delades den även ut till svenska medborgare. År 1889 delades också riddargraden i två klasser, varvid II:a klassen endast tilldelades utländska medborgare.

## Insignier

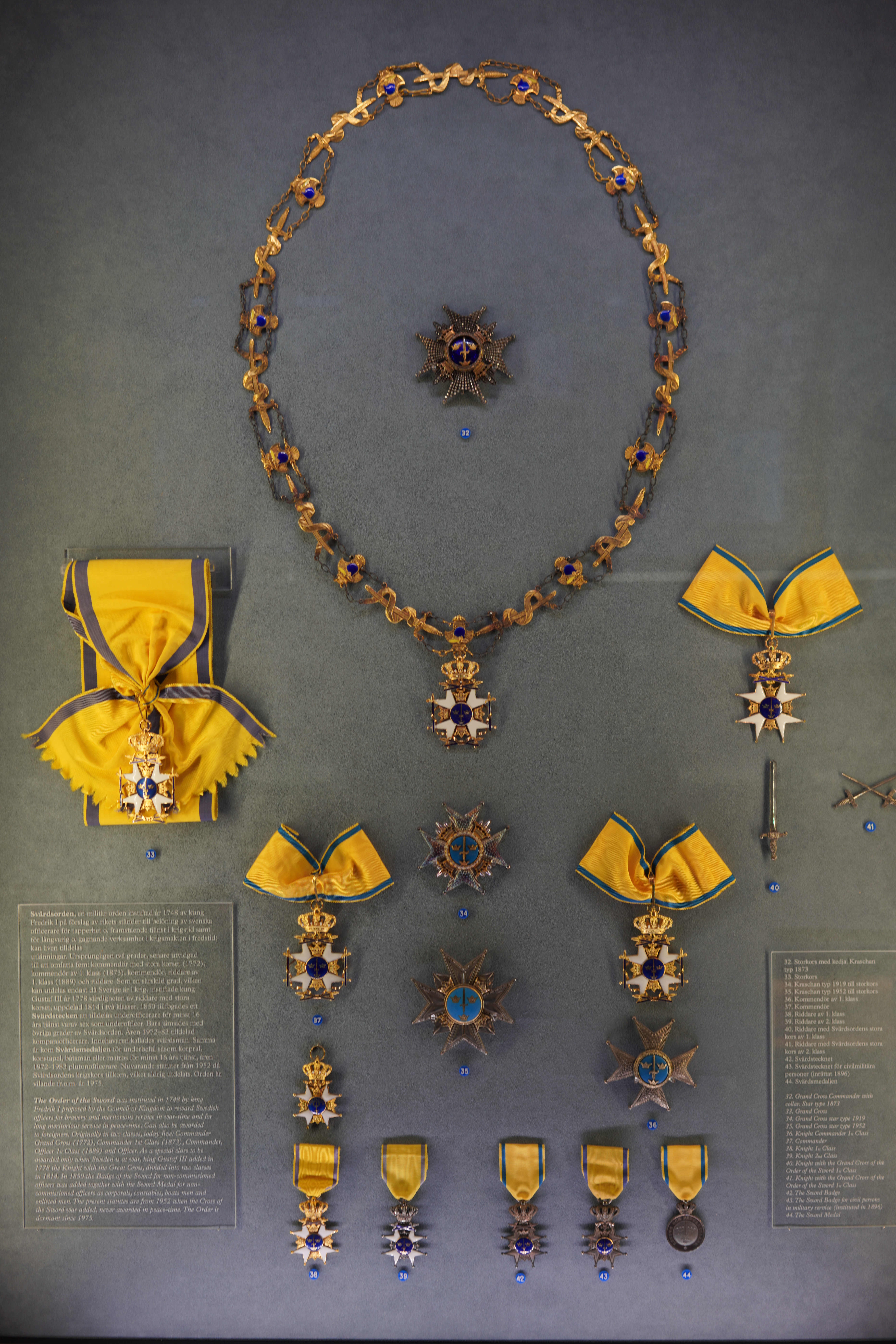
Svärdsordens insignier

## Insignier[4]

### Kommendör med stora korset, Kommendör, Riddare
- Kedjan - Består av elva svärd i guld med blåemaljerade balja med vidhängande gehäng, samt elva blåemaljerade antika hjälmar vilande på amasonsköldar. Kedjan bäres över axlarna.
- Kraschanen - Finns i två modeller. Storkorskraschanen består av ett malteserkors i silver med gyllene kronor på silverspetsar i korsvinklarna. I korsets mitt finns en blå cirkel, på vilken tre gyllene kronor och ett gyllene svärd finns. Kommendörskraschanen är likadan bortsett från att den saknar de gyllene kronorna i korsvinklarna.
- Ordenstecknet - Finns i två modeller; riddartecknet samt kommendörstecknet. Består av ett vitt malteserkors i emalj med kronor i korsvinklarna och korslagda svärd i den övre vinkeln. I mitten finns på aversen en blå cirkel med ett gyllene svärd omgivet av tre gyllene kronor och på reversen ett upprätt svärd med en lagerkrans runt svärdsspetsen och ordens motto Pro Patria. Kommendörstecknet är något större och har dessutom korslagda, blåemaljerade, svärd i alla korsvinklar.
- Ordensbandet - Bandets färg är gult med blå kanter för det Rike Konungen skall wärna.

### Riddare med stora korset[5]
- Riddare med stora korset av 1. klassen - Ordens riddartecken i band om halsen (i kommendörstecknets storlek) samt en bröstdekoration utformad som ett upprätt silversvärd.
- Riddare med stora korset - Ordens riddartecken i band om halsen (i kommendörstecknets storlek) samt en bröstdekoration utformad som två korslagda silversvärd.

### Vid mottagares död
När en mottagare av Svärdsorden dör skall ordenstecken samt eventuell kedja, i enlighet med ordens statuter, återsändas till Skattmästaren vid Kungl. Maj:ts Orden, detta då de inte är personlig egendom utan bara nyttjas under innehavarens livstid.

### Svärdsordens militärkors[7]
Medalj att bäras på bröstet i Svärdsordens band, på bandet sitter fäst ett upprätt svärd i utmärkelsens valör (guld, silver eller brons). Själva medaljen är upphängd i en kunglig krona och är utformad som ett malteserkors med en rund glob i mitten med Sveriges tre kronor, bakom globen ett upprätt svärd. Medaljen präglas i sin valör (guld, silver eller brons).

### Briljanterade ordenstecken

Briljanterat ordenstecken

En person kunde i vissa, sällsynta fall förlänas med en briljanterad orden.
Vanligtvis inträffade detta om personen gjort Konungen eller kungafamiljen något personligt.
Till skillnad mot de ordinarie ordenstecknen så hade de briljanterade ordenstecknen en särställning: dels var ordenstecknen personlig egendom och behövde inte återsändas till Kungen vid innehavarens död, dels skulle innehavaren även bära de lägre graderna trots att en högre tilldelats.

### Mottagare av briljanterade ordenstecken
- Frederik Wilhelm Stabell, riddare med briljanter, 1814.[8]
- Magnus Brahe, kommendör med stora korset med briljanter, 1830.
- Robert Fredrik von Kraemer, riddare med briljanter, 1834.
- Gustaf Adolf Fleming, riddare med briljanter, 1834.
- Ferdinand Carl Maria Wedel Jarlsberg, riddare med Briljanter.
- Andrej Andrejovitj Bodisco, riddare med briljanter, 1838.
- Pehr Gustaf Hjelm, riddare med briljanter, 1839.
- Erik August Lewenhaupt, riddare med briljanter, 1843.[9]
- Axel Gabriel Leijonhufvud, riddare med briljanter, 1863.[10]
- Carl Adolf Melcher Lagerfelt, riddare med briljanter, 1882.

## Grader
Ordens grader:
| Ordenstecken | Kraschan | Kedja | Ordensgrad                           | Tillkomst                                                     | Anmärkning |
| ------------ | -------- | ----- | ------------------------------------ | ------------------------------------------------------------- | ---------- |
|              |          |       | Kommendör med stora korset (KmstkSO) | 1748 som Kommendör. Från 1772 som Kommendör med stora korset. |            |
|              |          |       | Kommendör av 1. klass (KSO1kl)       | 1873                                                          |            |
|              |          |       | Kommendör (KSO)                      | 1772 som Kommendör. Från 1873 kommendör av 2. klass           |            |
|              |          |       | Riddare av 1. klass (RSO1kl)         | 1748 som Riddare. Från 1889 Riddare av 1. klass.              |            |
|              |          |       | Riddare (RSO)                        | 1889                                                          |            |

- Kommendör med stora korset (KmstkSO) - Bär det stora ordenstecknet i band över höger axel och storkorskraschan på vänster bröst. Man kan även bära ordenskedjan över axlarna, men man bär då inget ordensband.
- Kommendör av första klassen (KSO1kl) - Bär det stora ordenstecknet i band om halsen och kommendörskraschan på vänster bröst.
- Kommendör (KSO) - Bär det stora ordenstecknet i band om halsen. Innan Oskar den I:s tronbestigning 1844 bars istället ordenstecknet som band över höger axel.
- Riddare eller ledamot av första klassen (RSO1kl) - Bär det lilla ordenstecknet i guld i band (rosett för damer) på vänster bröst.
- Riddare eller ledamot (RSO) - Bär det lilla ordenstecknet i silver i band (rosett för damer) på vänster bröst.

### Riddare med stora korset
År 1788, under Gustav III:s ryska krig, instiftade Gustav III en ytterligare utmärkelse, Riddare med stora korset av Svärdsorden, kopplad till Svärdsorden. Den kan endast utdelas i krigstid, och då till högre officerare vilkas dåd betydligt inverkat på krigets förlopp. Den tillkommer inte ens Sveriges Konung och får inte bäras av denne förrän svensk krigshär under dennes befäl segrat, antingen genom drabbning eller genom erövringar. Den senaste svenska kungen som bar utmärkelsen var Karl XIV Johan.
Utmärkelsen delades 1814 i två klasser: Riddare med stora korset av första klass (RmstkSO1kl) samt Riddare med stora korset av andra klass (RmstkSO2kl), sedan 1952 kallas den senare Riddare med stora korset (RmstkSO). De ingår i de utmärkelser som benämns såsom Svenska krigsdekorationer;
| Ordenstecken | Bröstdekoration | Ordensgrad                                        | Tillkomst | Anmärkning |
| ------------ | --------------- | ------------------------------------------------- | --------- | ---------- |
|              |                 | Riddare med stora korset av 1. klass (RmstkSO1kl) | 1788      |            |
|              |                 | Riddare med stora korset (RmstkSO)                | 1814      |            |

Senast denna utmärkelse utdelades var 1942 då Gustaf Mannerheim tilldelades utmärkelsen av första klass.

## Utmärkelser kopplade till Svärdsorden

### Svärdsmedaljen och Svärdstecknet
År 1850 skapade Oscar I två utmärkelser kopplade till Svärdsorden, som kunde utdelas till manskap och underbefäl, dessa var Svärdsmedaljen och Svärdstecknet.
| Utmärkelsetecken | Benämning                      | Tillkomst    | Anmärkning                                          |
| ---------------- | ------------------------------ | ------------ | --------------------------------------------------- |
|                  | Svärdstecknet (Svm)            | 26 juni 1850 | Innehavare kallas svärdsman.                        |
|                  | Svärdsmedaljen i guld (SvGM)   | 1875         | Endast utdelad en gång, 1875, till kejsar Vilhelm I |
|                  | Svärdsmedaljen i silver (SvSM) | 26 juni 1850 |                                                     |

### Militärkorset
Svärdsordens militärkors instiftades 1952 såsom Svärdsordens krigskors och är därmed den senaste utmärkelsen som kopplats till Svärdsorden. Den ingår i de utmärkelser som benämns såsom svenska krigsdekorationer och instiftades såsom belöning för "särskilt välförhållande och förtjänst om fäderneslandet". Krigskorset skulle tilldelas svenska medborgare tillhörande krigsmakten då riket var i krig eller med anledning av bedrifter under kriget. I samband med Ordensreformen på 1970-talet så lades Krigskorset vilande i likhet med Svärdsorden. Dock fattade riksdagen den 15 juni 2022 beslut om att förlänandet av Svärdsorden till såväl svenska som utländska medborgare skulle återinföras från och med den 1 februari 2023. Detta beslut innebar i förlängningen även att Svärdsordens krigskors namnändrades till Svärdsordens militärkors.
Militärkorset kan utdelas i tre klasser. Valet av klass sker oberoende av tjänsteställning och är endast avhängigt bedriftens betydelse. De tre klasserna är:
- Svärdsordens militärkors av 1. klass (SOmk1kl) — utmärkelse i guld.
- Svärdsordens militärkors av 2. klass (SOmk2kl) — utmärkelse i silver.[14]
- Svärdsordens militärkors av 3. klass (SOmk3kl) — utmärkelse i brons.

## Dubbning[15]
För alla ordnar föreskrev statuterna att en riddare skulle bli dubbad. Denna inleddes med att Kungl. Maj:t:s konstitutorial lästes upp av den som officierade, där det framgick att personen som mottog orden hade blivit tilldelad den. Därefter lästes riddarbrevet upp. Stående på knä och med högra handen lyft med pekfingret och långfingret uppsträckt avlade den nye riddare sin ed som löd:
| ” | Jag N.N. lovar och svär vid Gud och hans heliga Evangelium, att jag vill och skall med liv och gods försvara den rena, evangelisk-lutherska läran samt vara minom Konung och Rike hans huld och trogen, med tappert mod möta rikets fiender, rätt hålla samt öva ridderskap efter mitt bästa vett och de stadgar, som mig föreskrivna äro. Så sant mig Gud hjälpe till liv och själ. | „ |

Därefter satte officianten på sig sin hatt och dubbade den knästående riddaren med tre slag av svärdet på den vänstra axeln med orden:
| ” | N. N. Sveriges, Göthes och Vendes Konung tager dig upp till riddare av dess urgamla och hedervärda Svärdsorden. Var värdig! | „ |

Därefter överlämnades ordenstecknet till den dubbade riddare.

### Riddarslag till Riddare med stora korset
Riddarslag (dubbning), till Riddare med stora korset, föreskrevs av Gustaf III då denna värdighet instiftades 1788. Enligt statuterna skulle dubbningen ske under bar himmel, och inför den uppställda Krigs-hären. Dubbningen skulle förrättas av konungen, eller om han inte fanns närvarande, av arvfursten eller av den högste närvarande befälhavaren. Efter dubbningen sjöngs Te deum. Med denna ceremoni, under bar himmel, ville man förmedla att mod på slagfältet blev belönat omedelbart.

## Ordenshärold
När Sverige införde riddarordnar 1748 blev endast en härold för Serafimerorden utsedd, det dröjde till 1785 innan de andra ordnarna fick sina egna härolder. Härolderna bar speciella häroldskåpor och bar alltid den egna ordens ordenstecken på bröstet (se bild nedan). Ämbetet som Svärdsordens härolder var obesatt från 1872, och Svärdsordens härolder avskaffades genom 1952 års ordensstadga. Serafimerordens härolder tillsammans med den av Gustaf III redan 1780 införda rikshärolden, som även fungerade som härold för Kungl. Maj:ts orden, fanns kvar till Ordensreformen 1974.

## Ordensdräkt
De svenska riddarordnarna hade alla ordensdräkter, som de som uppnått kommendörsgrad kunde bära. Senaste gången som ordendräkt bars var vid Oscar I:s kröning 1844. Svärdsordens dräkt som fastställdes 1762 var av blå sammet med vita passpoaler och runt livet bars ett sidenskärp i gult och blått. Över axlarna bar man en blå kappa med krage och foder i vitt. Den ersattes 1818 av en ny dräkt i gult kläde med mörkblå sammetspasspoaler, och över axlarna bars en slängkappa i blått i siden och sammet. Runt livet bars ett skärp i blått. Hela dräkten hade samma snitt som den Nationella dräkten som instiftades av Gustaf III 1778.

## Bildgalleri

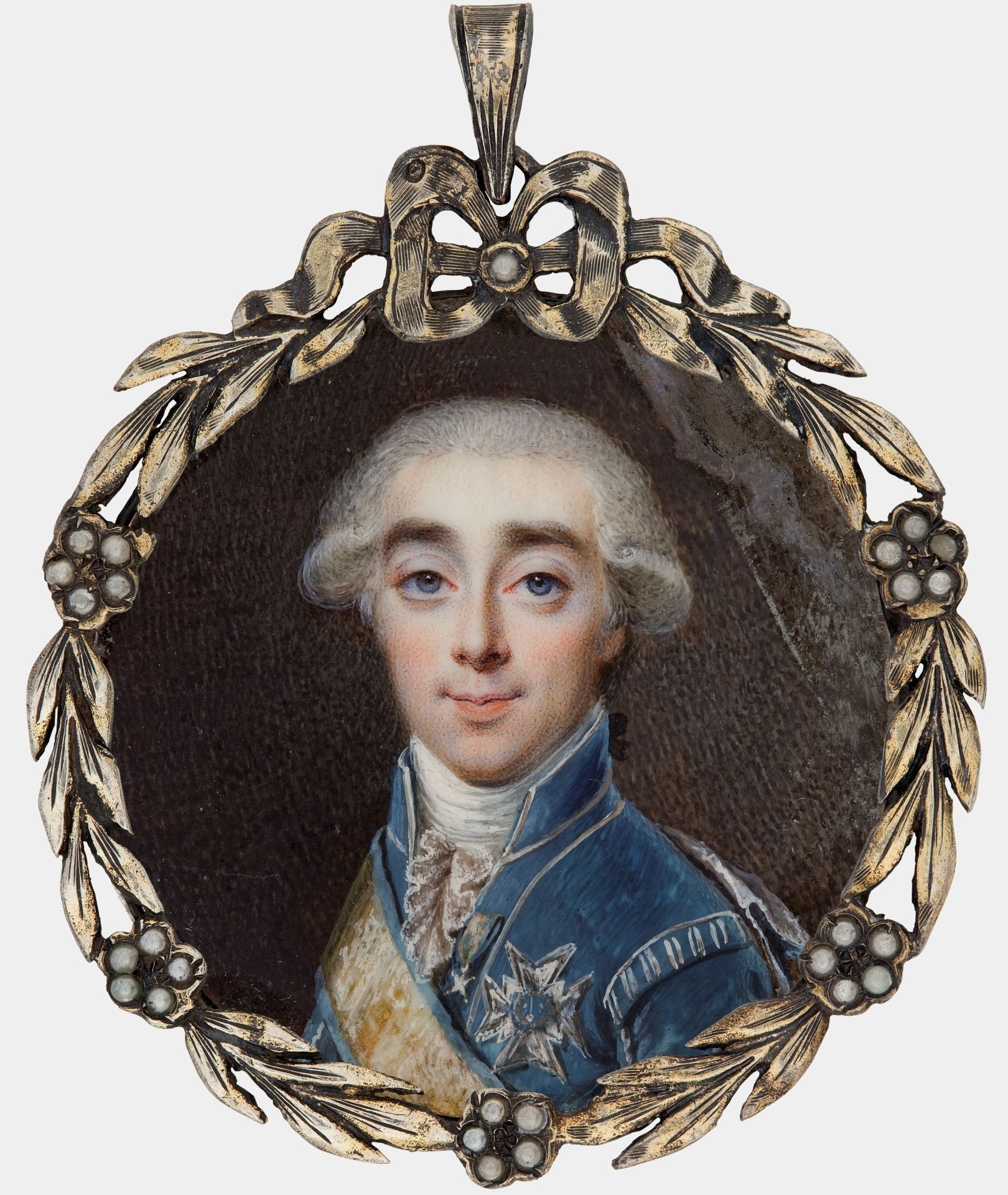
Axel von Fersen iklädd Svärdsordens äldre ordensdräkt på en miniatyrmålning från 1790-talet.
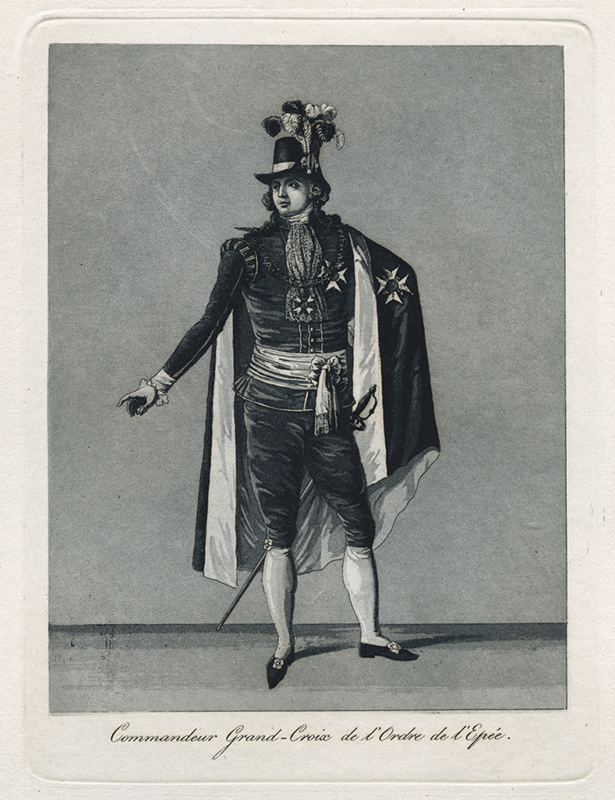
Svärdsordens dräkt från 1762-1818 i blå sammet
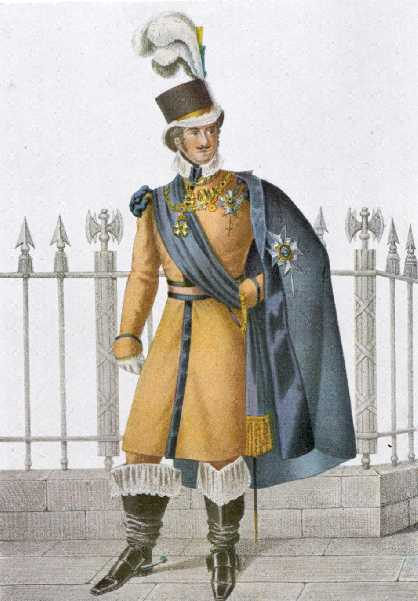
Svärdsordens dräkt efter 1818 i gul sammet
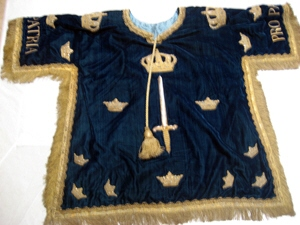
Svärdsordens häroldskåpa med ordens härskri på ärmarna Pro Patria samt dess ordenstecken i mitten.
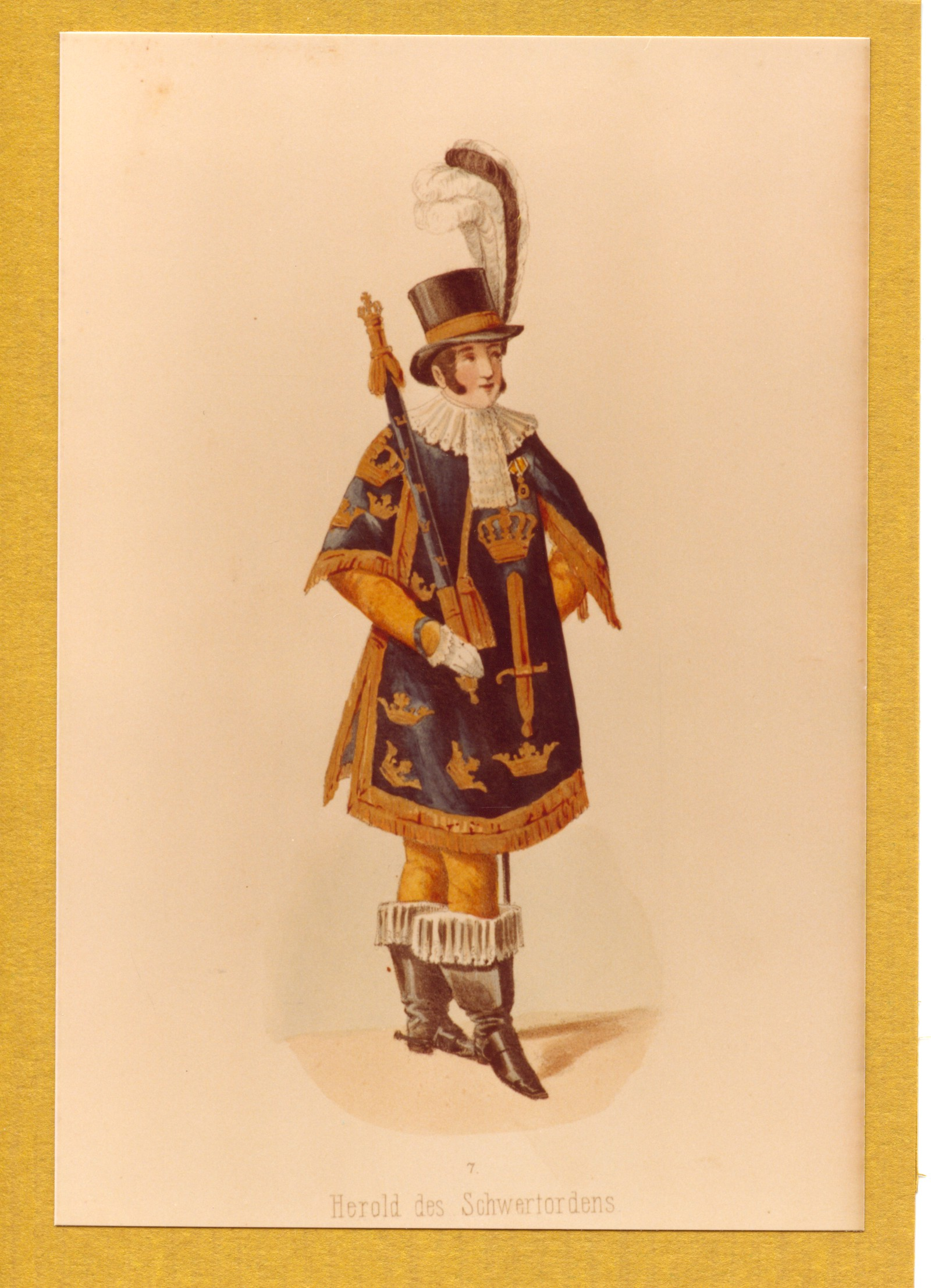
Svärdsordens härold vid Oscar I:s kröningen 1844
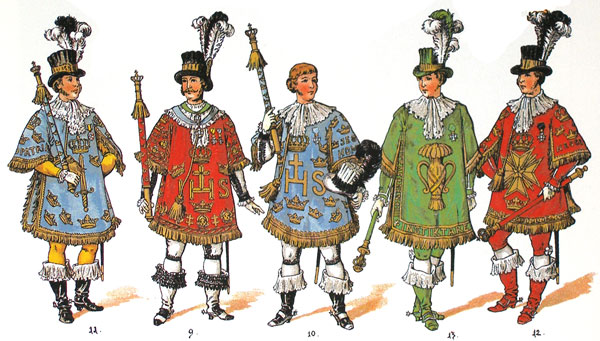
Svärdsordens härold syns längst till vänster
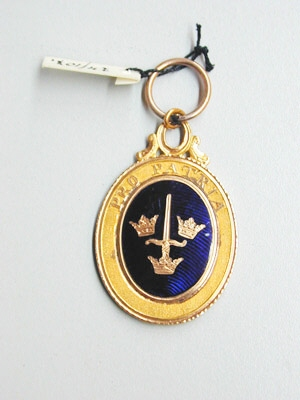
Svärdsordens häroldstecken, använt 1785-1871. Nu i Livrustkammarens samlingar.
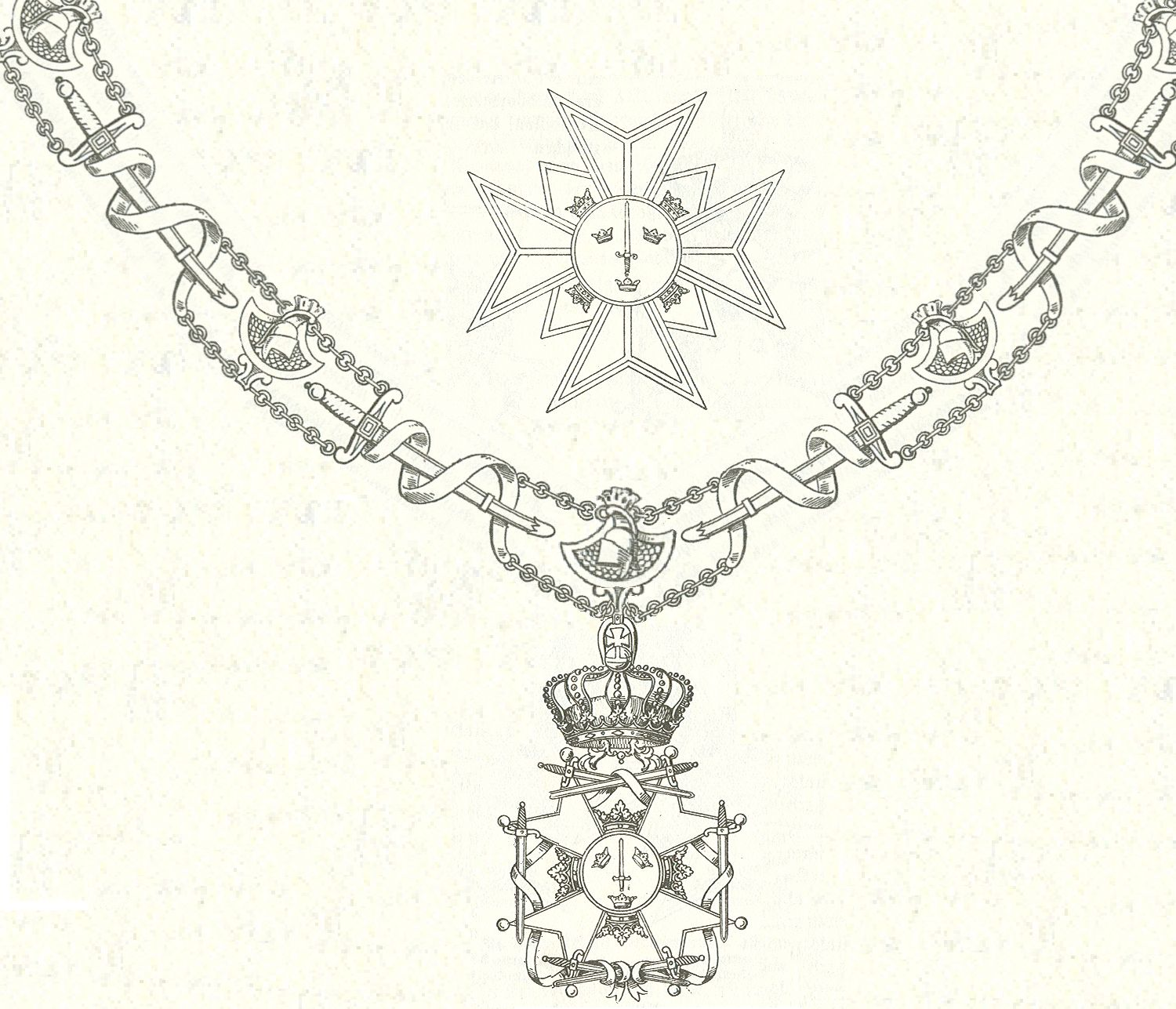
Kedja och kraschan
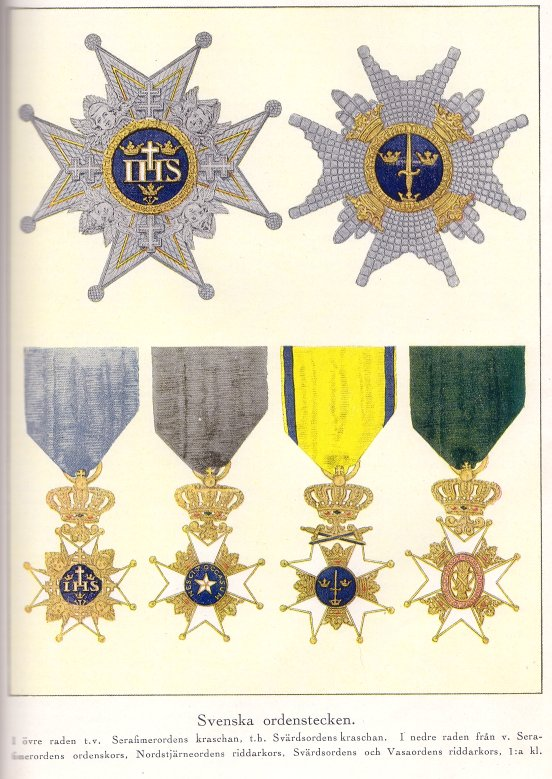
Svärdsordens kraschan för Kommendör med stora korset ovan till höger. Svärdsordens riddarkors (1:a klassen) näst längst till höger på nedre raden.
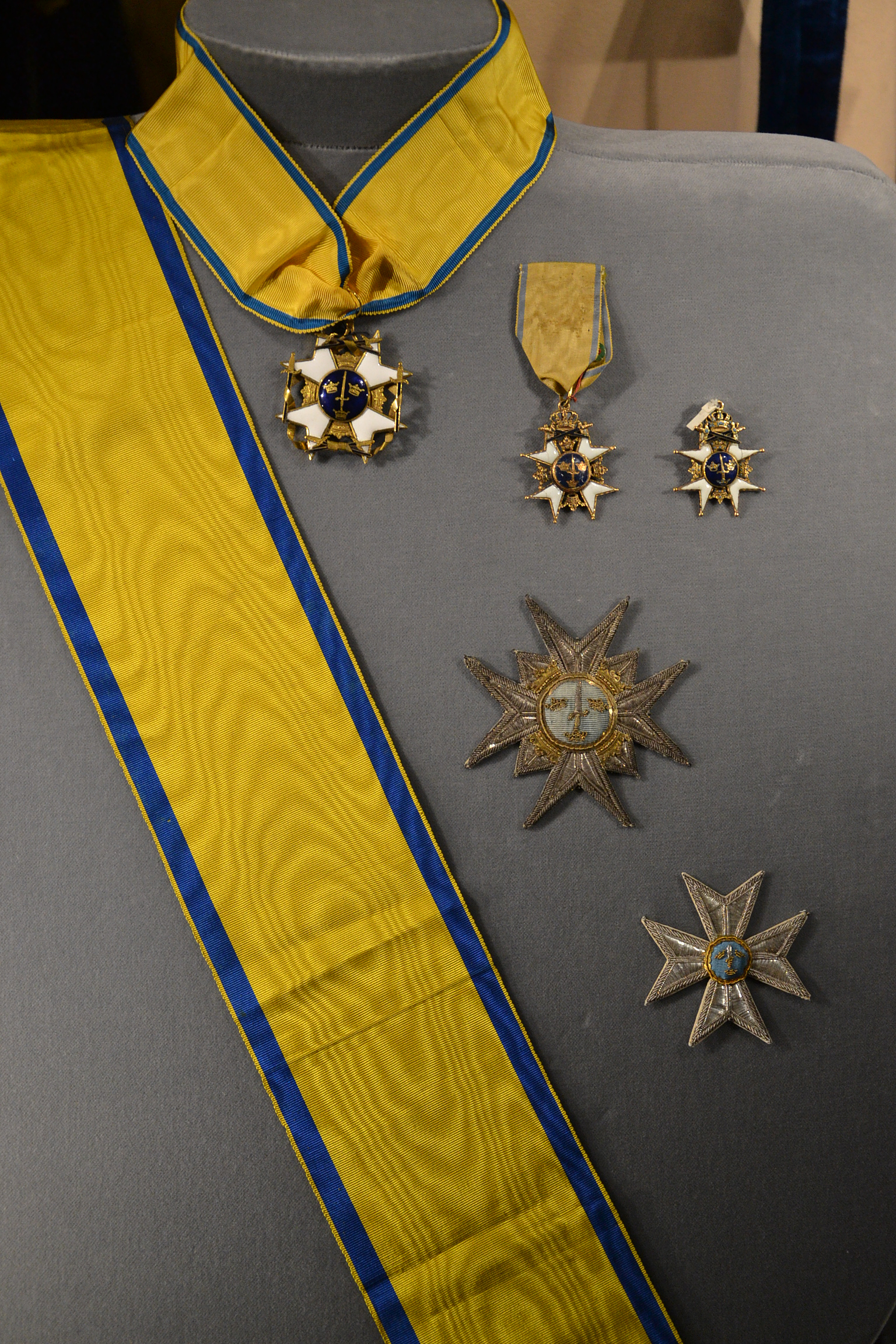
Ordensband, kraschaner, kommendörs- och riddarkors.
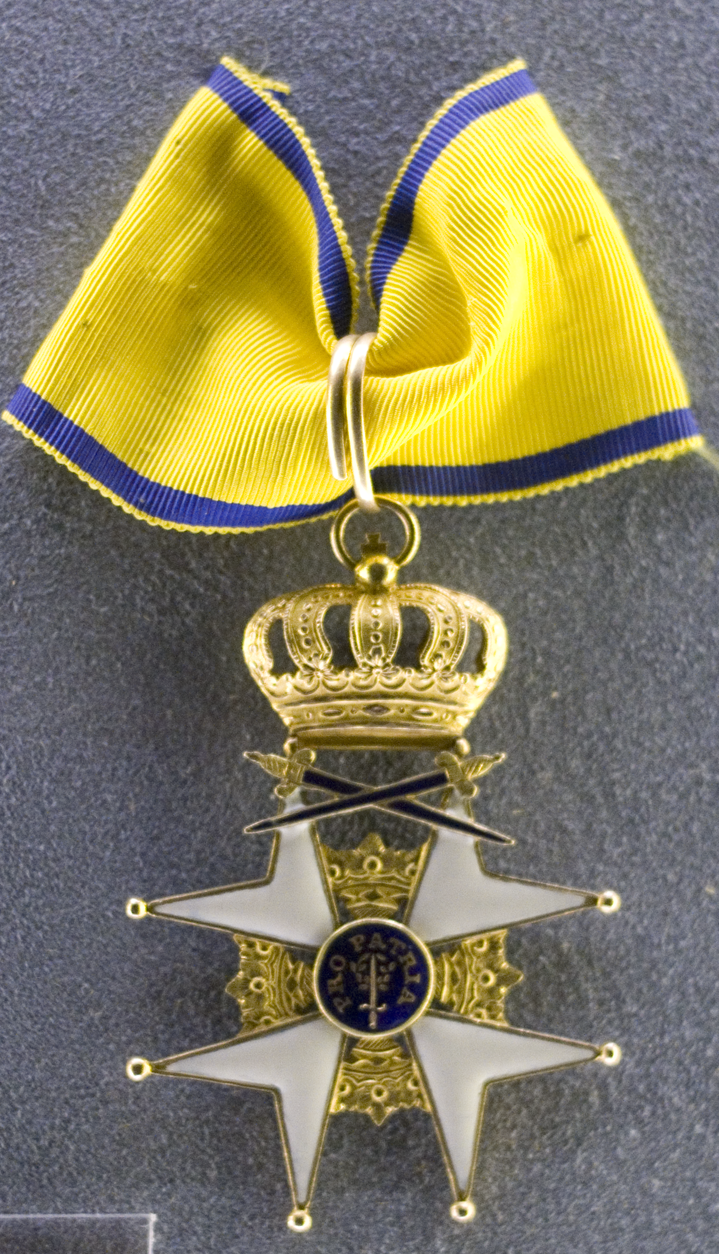
Halskors för Riddare med stora korset
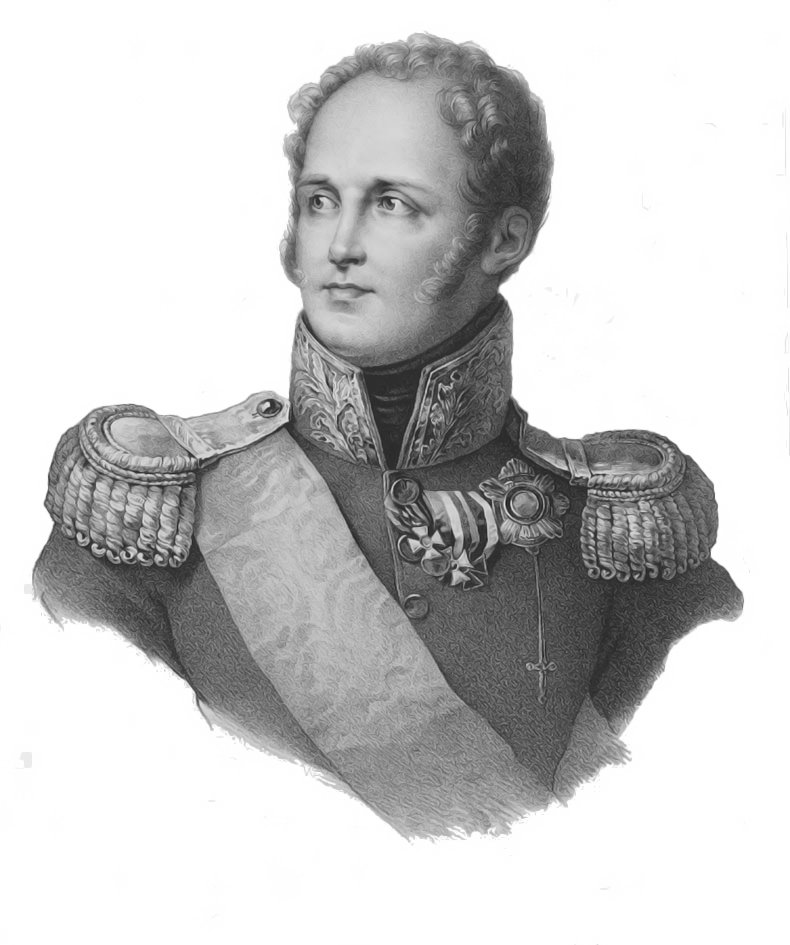
Tsar Alexander I med utmärkelsen Riddare med Stora Korset av 1 Klass som ses som ett upprätt svärd på hans bröst
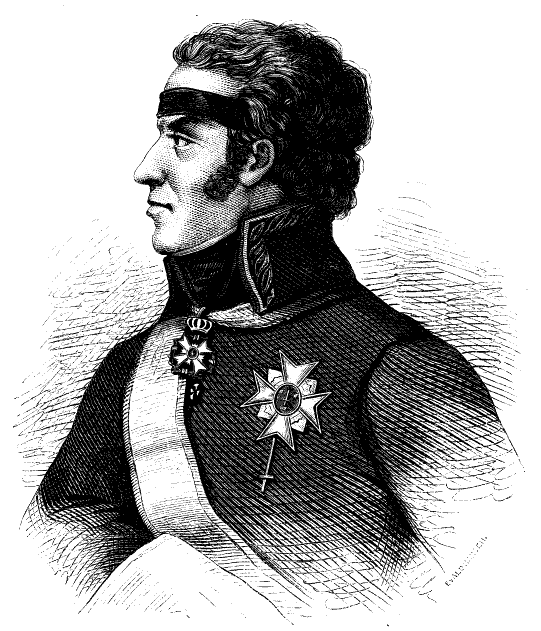
Generalen Georg Carl von Döbeln, med Svärdsordens kraschan samt tecknet för Riddare med Stora Korset av 1 Klass på bröstet
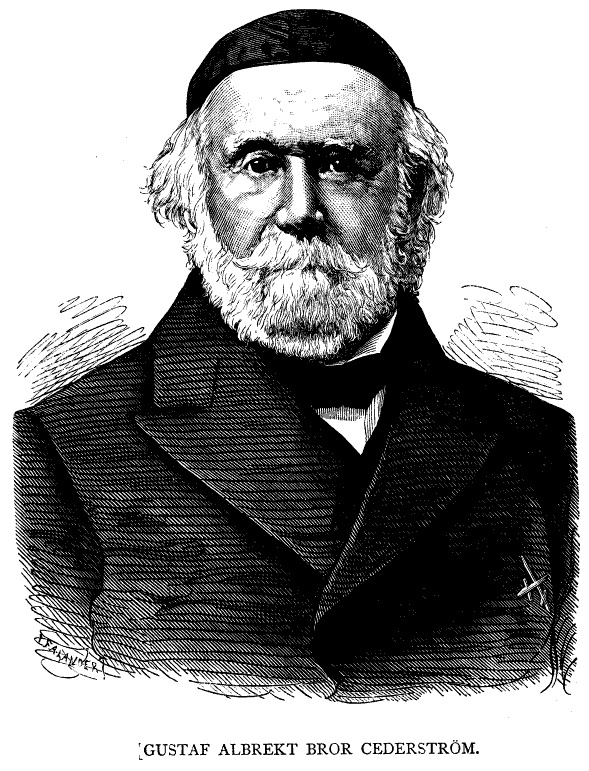
Generallöjtnanten Bror Cederström med brösttecknet för Riddare med Stora Korset (två korslagda svärd) på bröstet.
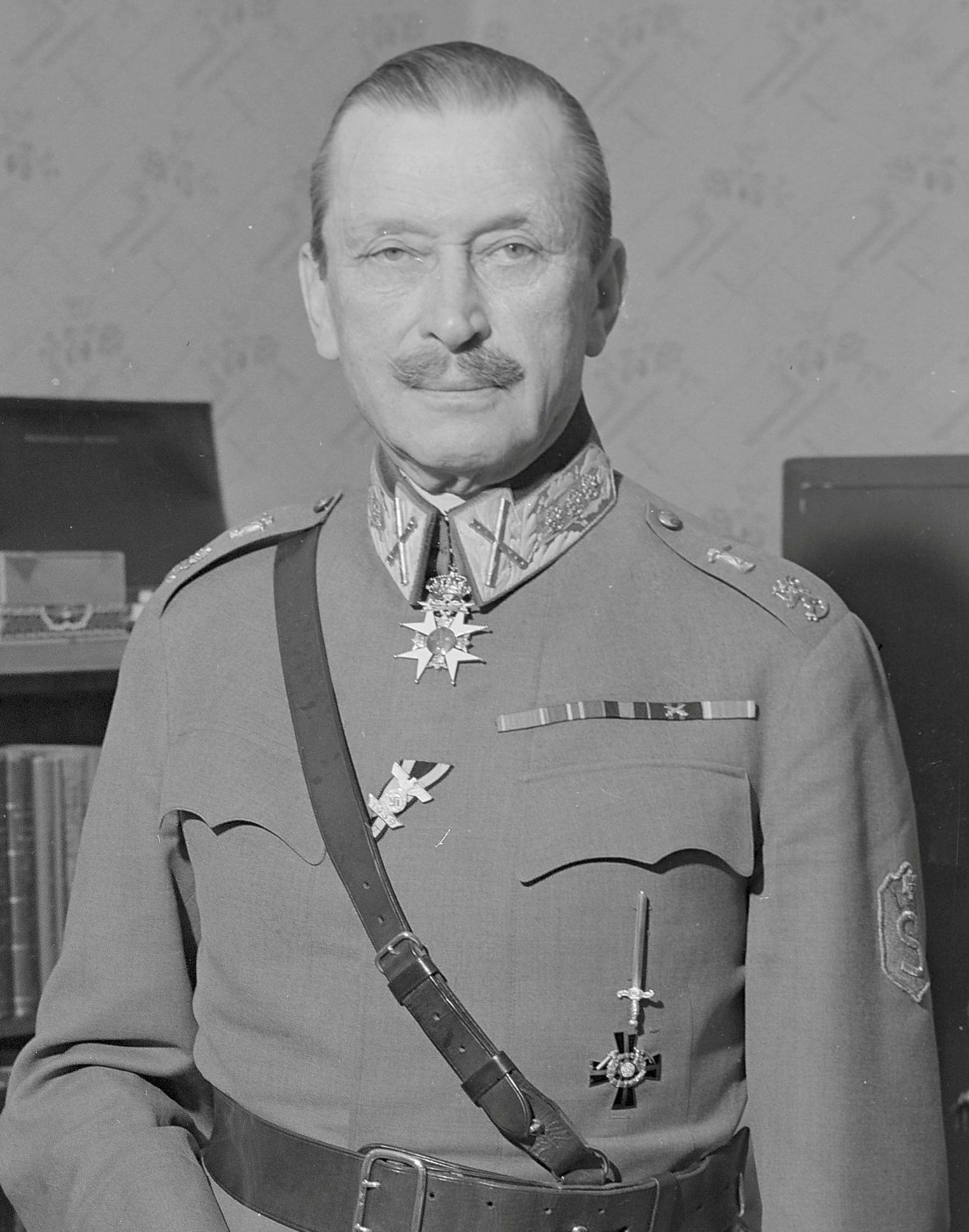
Marskalk Mannerheim med ordenstecken för Riddare med Stora Korset av Svärdsorden i form av ett upprätt svärd på bröstet samt halskors. Den senaste mottagaren av denna utmärkelse.
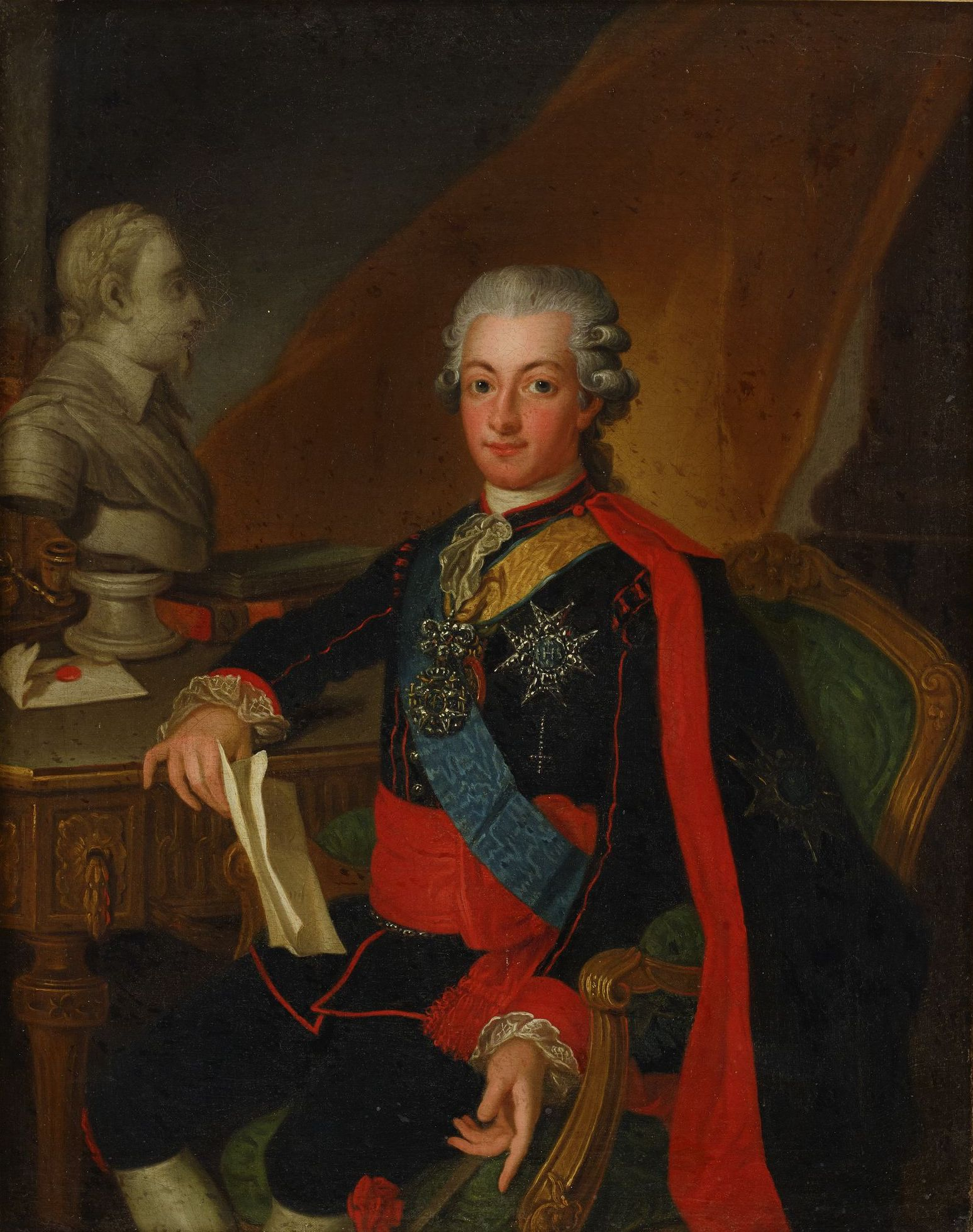
Porträtt av Gustaf III klädd i svenska dräkten, bärandes Svärdsorden i briljanter kring halsen, Serafimerordens kraschan i briljanter och ordenstecknet för Riddare med Stora Korset av Svärdsorden i briljanter.

## Mottagare (urval)
- Erik af Klint (1901–1981) Kommendör med stora korset av Svärdsorden, 4 juni 1960
- Gustaf af Klint (1858–1927) Kommendör av första klassen av Svärdsorden, 6 juni 1916
- Gustaf af Klint (1771-1840) Kommendör med stora korset av Svärdsorden - 31 augusti 1829
- Georg Henrik Jägerhorn, kommendör med stora korset.
- Marskalk Mannerheim
- Pehr Sebastian Tham, riddare av Svärdsorden 9 januari 1845.
- Arthur Wellesley, hertig av Wellington, riddare med stora korset
- Fabian Casimir Wrede
- Hermann Göring
- Oscar Holtermann
- Magnus Brahe
- Stanislaus von Engeström
- Erhard Milch
- Georg Carl von Döbeln
- Carl XVI Gustaf
- Rudolf Walden
- Johan Christopher Toll
- Knut R. Stanler
- Gustaf Arvid Lilliehöök, riddare av Svärdsorden 27 maj 1872.
- Baltzar von Dahlheim, 1748.
- Gustaf Petri
- Berndt Robert Gustaf Stackelberg
- Dennis Gyllensporre, kommendör med stora korset, 21 mars 2024.[21]
- Ulf Henricsson, kommendör av första klassen, 21 mars 2024.[21]